# Camí de les Malloles (Guàrdia de Noguera)
El Camí de les Malloles és un camí del terme de Castell de Mur, Pallars Jussà, dins de l'antic terme de Guàrdia de Tremp.
Arrenca del Camí de la Via, just quan aquest ha travessat el barranc d'Arguinsola, passat el qual, i després d'un tancat revolt, torna a agafar la direcció sud-oest per tal de travessar la meitat meridional de la partida de les Malloles. Després, arriba als Escolls, partida que queda a ponent del camí, i continua, encara cap al sud-oest, fins que troba el Camí d'Arguinsola, on acaba el seu recorregut.

## Etimologia
Pren el nom de la partida de les Malloles, per la qual passa.